# Schlacht von Sphakteria
Sybota – Potidaia – Spartolos – Stratos – Naupaktos – Plataiai – Olpai – Tanagra – Pylos – Sphakteria – Korinth – Megara – Delion – Amphipolis – Mantineia – Melos – Syrakus – Milet – Syme – Eretria – Kynossema – Abydos – Kyzikos – Ephesos – Chalkedon – Byzanz – Andros – Notion – Mytilene  – Arginusen – Aigospotamoi
In der Schlacht von Sphakteria im Sommer des Jahres 425 v. Chr. kämpften ca. 8.000 Athener gegen 420 Spartaner.

## Der Ort der Schlacht
Sphakteria ist eine Insel vor Pylos, einem Naturhafen an der Südwestküste der Peloponnes (Messenien).
Pylos liegt bei einer Bucht, deren Durchmesser etwa 5 km beträgt. Das Besondere dabei ist eine etwa 4,5 km lange schmale Insel, Sphakteria, die genau auf der imaginären Sehne des Halbkreises liegt, der die Bucht bildet. Sphakteria schirmt also die Bucht vom Meer ab, bis auf zwei schmale Zufahrten. Der eigentliche Hafen befand sich am nördlichen Scheitelpunkt der Bucht, ist jedoch vom offenen Meer aus wegen des felsigen Ufers unzugänglich.

## Die Vorgeschichte
Der Peloponnesische Krieg dauerte nun 7 Jahre. Ein Sturm zwang die athenische Flotte (40 Schiffe) in den Hafen von Pylos, der im Feindesland lag. Die Flotte fuhr schließlich weiter. Man ließ aber 5 Schiffe zurück, deren Besatzung den Hafen zum Land hin befestigen sollten, kommandiert von Demosthenes.
Sparta schickte sofort Heer und Flotte, doch zwei Tage lang scheiterten alle Versuche, den Hafen einzunehmen. Um die Landung einer athenischen Flotte zu behindern, besetzte man Sphakteria, versäumte jedoch, die beiden Zufahrten zur Bucht zu blockieren.
Die athenische Flotte (40 Schiffe) traf schließlich ein, und es kam zu einer Seeschlacht in der Bucht – Athen siegte und besaß nun die Seehoheit. Sparta dagegen hatte die Landhoheit in der Bucht – abgesehen vom Hafen. Die Spartaner auf der Insel waren allerdings isoliert: 420 Hopliten und deren Heloten, kommandiert von Epitadas.
Es wurde ein Waffenstillstand ausgehandelt: Die Spartaner durften ihre Leute auf der Insel verpflegen, mussten aber ihre verbliebenen 60 Schiffe den Athenern übergeben. Eine spartanische Gesandtschaft begab sich nach Athen und bot einen Friedensschluss an; die Forderungen der Athener waren jedoch so hoch, dass die Spartaner sie nicht annehmen konnten. Der Waffenstillstand war damit hinfällig. Die Athener wollten Sphakteria aushungern, doch Taucher schafften mit Schläuchen Honigmohn und gestampften Leinsamen auf die Insel.
In Athen schickte man Kleon, der geprahlt hatte, er könne die Spartaner binnen 20 Tagen besiegen, mit einer weiteren Flotte nach Pylos.
Inzwischen hatte ein Brand auf der Insel die Bewaldung vernichtet und die Spartaner eines Vorteils beraubt.

## Die Schlacht
Nach Kleons Eintreffen lehnten die Spartaner auf der Insel die Kapitulation ab. Am nächsten Morgen begannen die Athener mit der Erstürmung der Insel. 800 Hopliten landeten an der Südspitze und überrannten einen spartanischen Vorposten. Die übrigen Spartaner formierten sich zur Phalanx und rückten vor. Die Athener landeten 800 Bogenschützen, 800 Peltasten und 5–7.000 Ruderer. Die Spartaner wurden durch Geschosse dezimiert, und Epitadas starb, ohne dass es zum Nahkampf gekommen war. Es drohte die Umzingelung, woraufhin die Spartaner sich zur Nordspitze zurückzogen.
Ein messenischer Offizier führte einige Peltasten über die Felsklippen am Nordufer in den Rücken der Spartaner (wie in der Schlacht bei den Thermopylen), die somit im „Kreuzfeuer“ lagen.
Demosthenes und Kleon, der Gefangene machen wollte, forderten die Spartaner zur Kapitulation auf, die diese annahmen – seit der Seeschlacht waren 72 Tage vergangen.
Die überlebenden Spartaner (292 Hopliten, darunter 120 Spartiaten) brachte man nach Athen, und somit hatte Kleon sein Versprechen wahrgemacht.

## Bedeutung
"Und von allen Ereignissen des Krieges war dieses die größte Überraschung: Den Lakedaimoniern hätten sie nämlich niemals zugetraut, dass sie sich durch Hunger oder irgendeine andere Zwangslage zur Übergabe ihrer Waffen bewegen ließen, sondern dass sie diese behielten und kämpfend, solange sie könnten, in den Tod gingen;"
So beschreibt Thukydides die Kapitulation der auf Sphakteria geschlagenen Spartaner. Die schwere Niederlage bei Pylos beeinflusst den weiteren Kriegsverlauf maßgebend. Denn der ungebrochene Ruf des Kriegervolkes litt und die gefangenen Hopliten dienten Athen für 4 Jahre als Druckmittel, bis sie im Zuge des Nikiasfriedens wieder freigelassen wurden. Außerdem markiert die Schlacht den ersten militärischen Erfolg Athens auf den Peloponnes. Die Besetzer von Pylos unternahmen nun Raubzüge durch das lakonische Land und konnten schwersten Schaden anrichten. Eine Art der Kriegsführung, welche die Lakdämonier nicht kannten.
Militärhistorisch war die Schlacht von Bedeutung, weil sie erstmals durch die leichten Truppen entschieden wurde und nicht durch die Hopliten.
Siehe auch: Liste von Schlachten